# Abricots
Abricots (Haitianisch-Kreolisch: Abriko) ist eine Gemeinde im Département Grand’Anse von Haiti.

## Geschichte
Das Gebiet der heutigen Gemeinde Abricots war ursprünglich von indigenen Taino besiedelt, die es wegen seiner Schönheit und Fülle an natürlichen Nahrungsmitteln ihr Paradies nannten.
In der zweiten Hälfte des 17. Jahrhunderts änderte die Paradis indien genannte Siedlung ihren Namen in Abricots. Die Siedler wählten den Namen des Ortes nach der dort kultivierten und reichlich geernteten Frucht Aprikose.
Bis zu der Gründung einer eigenen Kirchengemeinde im Jahr 1789 war der Ort ein Teil der Gemeinde Dame-Marie.
Im Jahr 1954 verwüstete der Hurrikan Hazel den Ort und seine Umgebung so schwer, das er sich von den Auswirkungen nie wieder zu alter Blüte erholte. Die mangels einer Durchgangsstraße ohnehin benachteiligte, abgelegene Gemeinde klagte Anfang der 2000er Jahre über den Mangel an Trinkwasserversorgung und medizinischen Einrichtungen.
Am 4. Oktober 2016 verwüstete der Hurrikan Matthew den Südwesten Haitis. In der Gemeinde Abricots waren verheerende Schäden zu verzeichnen.
Bei einem Erdbeben am 14. August 2021 entstanden in der Gemeinde Abricots schwere Schäden. Mangels Treibstoff (Hauptartikel → Krise in Haiti seit 2018) kam die Versorgung der Bevölkerung, die ein Beispiel an Eigeninitiative und solidarischer Nachbarschaftshilfe an den Tag legte, weitestgehend zum Erliegen.

## Lage und Beschreibung
Neben dem Stadtzentrum Ville de Abricots bestehen vier Gemeindebezirke:
- Anse-du-Clerc,
- Balisiers,
- Danglisesowie
- La Seringue.

Durch das Gebiet der Gemeinde Abricots führt eine Küstenstraße, die an dem Flugplatz Jérémie vorbei die Gemeinde in Jérémie mit dem Straßensystems Haitis, der Route Nationale RN-7, verbindet. Zum Flughafen sind es von Abricots aus 20 Kilometer, zum Ortszentrum Jérémie 28 Kilometer.